# Вендфонтен
Вендфонте́н (фр. Vindefontaine) — колишній муніципалітет у Франції, у регіоні Нормандія, департамент Манш. Населення — 319 осіб (2011).
Муніципалітет був розташований на відстані близько 280 км на захід від Парижа, 80 км на захід від Кана, 35 км на північний захід від Сен-Ло.

## Історія
До 2015 року муніципалітет перебував у складі регіону Нижня Нормандія. Від 1 січня 2016 року належав до нового об'єднаного регіону Нормандія.
1 січня 2016 року Вендфонтен, Амфревіль, Креттвіль, Гурбевіль i Уттвіль було приєднано до муніципалітету Піковіль.

## Демографія
Динаміка населення (INSEE ):
Розподіл населення за віком та статтю (2006):
| Стать | Всього | До 15 років | 15-24 | 25-44 | 45-64 | 65-85 | Понад 85 |
| --- | ------ | ----------- | ----- | ----- | ----- | ----- | -------- |
| Чоловіки | 152    | 36          | 12    | 40    | 56    | 8     | 0        |
| Жінки | 156    | 20          | 16    | 36    | 64    | 16    | 4        |
| \| Статево-вікова піраміда \| Статево-вікова піраміда \| Статево-вікова піраміда \| \| ----------------------- \| ----------------------- \| ----------------------- \| \| Чоловіки \| Вік \| Жінки \| \| 0 \| 85 + \| 4 \| \| 0 \| 80-84 \| 4 \| \| 0 \| 75-79 \| 4 \| \| 0 \| 70-74 \| 0 \| \| 8 \| 65-69 \| 8 \| \| 12 \| 60-64 \| 16 \| \| 20 \| 55-59 \| 20 \| \| 4 \| 50-54 \| 8 \| \| 20 \| 45-49 \| 20 \| \| 8 \| 40-44 \| 8 \| \| 12 \| 35-39 \| 12 \| \| 12 \| 30-34 \| 12 \| \| 8 \| 25-29 \| 4 \| \| 0 \| 20-24 \| 0 \| \| 12 \| 15-20 \| 16 \| \| 20 \| 10-14 \| 8 \| \| 4 \| 5-9 \| 8 \| \| 12 \| 0-4 \| 4 \| |        |             |       |       |       |       |          |
| Статево-вікова піраміда |        |             |       |       |       |       |          |
| Чоловіки | Вік    | Жінки       |       |       |       |       |          |
| 0 | 85 +   | 4           |       |       |       |       |          |
| 0 | 80-84  | 4           |       |       |       |       |          |
| 0 | 75-79  | 4           |       |       |       |       |          |
| 0 | 70-74  | 0           |       |       |       |       |          |
| 8 | 65-69  | 8           |       |       |       |       |          |
| 12 | 60-64  | 16          |       |       |       |       |          |
| 20 | 55-59  | 20          |       |       |       |       |          |
| 4 | 50-54  | 8           |       |       |       |       |          |
| 20 | 45-49  | 20          |       |       |       |       |          |
| 8 | 40-44  | 8           |       |       |       |       |          |
| 12 | 35-39  | 12          |       |       |       |       |          |
| 12 | 30-34  | 12          |       |       |       |       |          |
| 8 | 25-29  | 4           |       |       |       |       |          |
| 0 | 20-24  | 0           |       |       |       |       |          |
| 12 | 15-20  | 16          |       |       |       |       |          |
| 20 | 10-14  | 8           |       |       |       |       |          |
| 4 | 5-9    | 8           |       |       |       |       |          |
| 12 | 0-4    | 4           |       |       |       |       |          |

## Економіка
2010 року серед 193 осіб працездатного віку (15—64 років) 140 були активними, 53 — неактивними (показник активності 72,5%, у 1999 році було 76,6%). З 140 активних мешканців працювало 129 осіб (73 чоловіки та 56 жінок), безробітними було 11 (5 чоловіків та 6 жінок). Серед 53 неактивних 11 осіб було учнями чи студентами, 31 — пенсіонерами, 11 були неактивними з інших причин.

У 2010 році в муніципалітеті числилось 129 оподаткованих домогосподарств, у яких проживали 322,0 особи, медіана доходів виносила 14 634 євро на одного особоспоживача